# Canon EOS 5D
Canon EOS 5D — цифровой зеркальный фотоаппарат серии EOS компании Canon. Камера обладает полнокадровой КМОП-матрицей (35,8 × 23,9 мм)
Фотоаппарат был анонсирован в августе 2005 года. 17 сентября 2008 года была анонсирована следующая камера этого класса — Canon EOS 5D Mark II.
Фотоаппарат Canon EOS 5D был первым полнокадровым (full-frame) цифровым зеркальным фотоаппаратом в корпусе стандартного размера. Получил награды TIPA Best DSLR Professional 2006 и EISA Professional Camera 2006-2007 как лучшая профессиональная камера года. Следующая версия Canon EOS 5D Mark II получила уже приставку «полупрофессиональная».

## Описание
EOS 5D представляет собой цифровой зеркальный фотоаппарат (DSLR) с полнокадровой (35,8 × 23,9 мм) светочувствительной КМОП-матрицей с разрешением 12,8 млн пикселей.
Аппарат оснащён пентапризменным видоискателем с покрытием около 96 % кадра и 0,71-кратным увеличением. Фокальный затвор с вертикальным ходом ламелей рассчитан на ресурс в 100 000 циклов до первой поломки.
Камера рассчитана на объективы EF серии, и обладает «полнокадровой» матрицей, то есть Кроп-фактор равен 1,01.
Эта камера вошла в историю цифровой фотографии как первый относительно доступный аппарат, оснащённый полнокадровой матрицей. До момента выхода Canon 5D полнокадровые матрицы имели только профессиональные фотокамеры. В связи с тем, что на момент выхода это была самая дешёвая полнокадровая цифровая камера, она быстро завоевала популярность среди фотографов, как любителей, так и профессионалов.

## Совместимость
EOS 5D совместим с объективами EF и вспышками Speedlite. Камера не совместима с объективами EF-S, причём не только из-за возможных повреждений зеркала, но и из-за большего размера матрицы, обуславливающего виньетирование. Из-за конструктивной разницы между EF и EF-S байонетами установить объективы EF-S на Canon 5D физически невозможно без механической доработки.

## Использование в профессиональных киносъёмках
На фотоаппарат сняты фильмы Муха (2012)